# سينا (شركة)
سينا (بالإنجليزية: Sina Corp)‏ (بالصينية: 新浪) شركة إعلامية إلكترونية صينية، تأسسست في 30 نوفمبر 1998.
يعتبر موقع الشركة sina.com.cn من أكثر المواقع زيارة على مستوى العالم.